# 4314 Dervan
4314 Dervan è un asteroide della fascia principale. Scoperto nel 1979, presenta un'orbita caratterizzata da un semiasse maggiore pari a 2,5937714 UA e da un'eccentricità di 0,0959217, inclinata di 3,20250° rispetto all'eclittica.